# トヨタ・T24A-FTS
トヨタ・T24A-FTSは、トヨタ自動車のエンジンにしてダイナミックフォースエンジンシリーズのひとつとして開発された。形式的にTR型の後継機になるが実質的には8AR-FTSの後継機に当たる。ハイフン以降の「F」は実用DOHC、「T」はターボチャージャー、「S」D-4（筒内直接燃料噴射装置）を意味している。初搭載は2021年10月発売のレクサス・NX（2代目）。

## 概要
直列4気筒2,400 cc横置きDOHC16バルブターボガソリンエンジン。トヨタ自動車はTNGAを推進しており、2,400ccクラスで初めてのTNGA設計のエンジンがこのT24A-FTSエンジンである。
本エンジンの使用燃料は無鉛プレミアムガソリンである。
2022年8月、16代目クラウンのRSグレードに採用され、「デュアルブーストハイブリッド」という名のもと、ハイブリッドシステムを新たに搭載した。このシステムは往来のハイブリッドシステムから大きく刷新したシステムであり、ターボエンジン+1モーターの組み合わせである点や、トランスミッションがDirect-Shift-6ATという点、および新インバーター「eAxle」を搭載している点で大きく異なる。
エンジンからのダイレクト感を重視したシステムのため、システム最高出力は350PS、550Nmとかなりの高出力型である。レクサスRXでは、「DIRECT4」としてRX500h F SPORT Performanceに搭載される。

## 搭載車種
- レクサス・NX350（TAZA25）
- クラウン（TZSH35）＊ハイブリッドモデル
- ヴェルファイア（TAHA4#W）
- レクサス・RX350（TALA1#)
  - RX500h（TALH17）＊ハイブリッドモデル
- レクサス・LM500h（TAWH15W）＊ハイブリッドモデル
- グランドハイランダー（英語版）
- レクサス・TX（TAUA10/TAUA15/TAUH15）

## 系譜
- エンジン型式一覧の自動車用エンジンの系譜を参照。